# Resolutie 238 Veiligheidsraad Verenigde Naties
Resolutie 238 van de Veiligheidsraad van de Verenigde Naties werd unaniem aangenomen op 19 juni 1967. Dat gebeurde op de 1362e vergadering van de Raad.

## Achtergrond
In 1964 hadden de VN de UNFICYP-vredesmacht op Cyprus gestationeerd na het geweld tussen de twee bevolkingsgroepen op het eiland. Deze was tien jaar later nog steeds aanwezig toen er opnieuw geweld uitbrak nadat Griekenland een staatsgreep probeerde te plegen en Turkije het noorden van het eiland bezette.

## Inhoud
De Veiligheidsraad merkte op dat de secretaris-generaal in zijn rapport een vredesmacht nog steeds noodzakelijk vond, en dat ook de regering van Cyprus de VN-vredesmacht noodzakelijk vond.
De Veiligheidsraad bevestigde de resoluties 186, 187, 192, 194, 198, 201, 206, 207, 219, 220, 222 en 231. Ook werd de consensus bevestigd die was uitgedrukt door de president van de 1143e vergadering, op 11 augustus 1964;
Alle betrokken partijen werden gemaand om terughoudend te handelen, naar de resoluties van de VN-Veiligheidsraad. De aanwezigheid van VN-vredestroepen in Cyprus werd verlengd met zes maanden, en eindigde nu op 26 december 1967.

## Verwante resoluties
- Resolutie 244 Veiligheidsraad Verenigde Naties
- Resolutie 247 Veiligheidsraad Verenigde Naties

Lijst ·  233 ·  234 ·  235 ·  236 ·  237 ·  238 ·  239 ·  240 ·  241 ·  242 ·  243 ·  244